# Planetarische Zirkulation

Vereinfachtes Schema der globalen Windzirkulation in etwa während der Zeiten der Tagundnachtgleiche. (Fehlerwarnung: an den Polen dreht der Lufttransport nicht ostwärts, sondern westwärts.)

Die planetarische Zirkulation, oder auch allgemeine, planetare oder globale Zirkulation (englisch: atmospheric circulation, general circulation, global circulation), ist eine Sammelbezeichnung für atmosphärische Zirkulationssysteme, die große Teile des Erdballs umfassen und durch ihre Wechselwirkung die Wetterdynamik der Erdatmosphäre bestimmen. Es handelt sich also insbesondere um eine großskalige Modellvorstellung der atmosphärischen Zirkulation, da das idealisierte Bild eines umfassenden Gesamtverständnisses durch den Stand der meteorologischen Forschung derzeit und auch in absehbarer Zukunft nicht erfüllt werden kann. In der Praxis des Begriffs der planetarischen Zirkulation ist es daher treffender, von einer modellhaften Annäherung an die reale Atmosphärendynamik zu sprechen. Dies gilt insbesondere für:
- Prozesse der mittleren und höheren Erdatmosphäre,
- Wechselwirkungen der einzelnen Zirkulationssysteme untereinander,
- Wechselwirkung der Atmosphäre mit Bereichen anderer Erdsphären wie den Ozeanen,
- die zeitliche Variabilität der planetarischen Zirkulation (im Bereich des Jahresganges bis zu Zeitskalen einer Klimaveränderung) und
- den Einfluss kleinskaliger Systeme, welche in den Modellvorstellungen der planetarischen Zirkulation nicht oder kaum berücksichtigt werden.

## Wissenschaftliche Entwicklung
Die ältere Theorie der allgemeinen Zirkulation der Atmosphäre wurde von A. Woeikow (1874) entwickelt. Die neuere Theorie der planetarischen Zirkulation wurde von Hermann Flohn und Sverre Petterssen Anfang der 1950er Jahre entwickelt:

„Das Verdienst, die mannigfaltigen, z. T. auch heute noch widersprüchlichen Einzelergebnisse zahlreicher Meteorologen aus allen Teilen der Welt zu einer Synthese von beträchtlicher klimageographischer Tragweite und in didaktisch aufbereitete Modellvorstellungen gebracht zu haben gebührt zweifellos Hermann Flohn.“

## Grobe Vereinfachung

Aus der Erwärmung der Luft über dem Äquator (a) resultieren durch Einwirkung der Corioliskraft (b) je drei schlauchförmige Luftzirkulationszellen pro Hemisphäre (c,d)
(1)...Hadley-Zellen und Passatwinde

Wesentliche Energiequelle für die zu beschreibenden Bewegungen ist die Sonne, die den äquatornahen Regionen der Erde viel Energie pro Fläche zuführt, den polaren Regionen wenig (siehe Sonneneinstrahlung, Globalstrahlung). Die warme Luft an den Tropen steigt auf, am Boden bildet sich ein Tief, die äquatoriale Tiefdruckrinne, in großer Höhe ein Hoch. Die kalte Luft an den Polen setzt sich über der Erdoberfläche ab. So entsteht dort das Polarhoch und in größerer Höhe ein Tiefdruckgebiet. Das Temperaturgefälle zwischen Tropen und Polarregionen bedeutet daher grundsätzlich ein Luftdruckgefälle (siehe Luftdruck, Druckgradientkraft):
- Am Äquator steigt erwärmte Luft auf.
- In Bodennähe strömt (kältere) Luft in Richtung Äquator nach (Bild a).
- Wegen der Erddrehung (und der daraus resultierenden Corioliskraft) werden Bewegungen auf der Nordhalbkugel nach rechts abgelenkt, auf der Südhalbkugel nach links, und eine äquatorwärts strömende Luftmasse wird dadurch auf der Nordhalbkugel zum Nordostwind, auf der Südhalbkugel zum Südostwind (Bild b).
- In der Höhe kommt es zu Ausgleichsströmungen: Luftmassen, die über dem Äquator aufgestiegen sind, strömen in der Höhe wieder polwärts. Am Pol in der Höhe eintreffende Luftmassen sinken dort ab (Bilder a und b).

## Gemäßigte Vereinfachung
- Luftmassen, die in der Höhe vom Äquator polwärts wegströmen, sinken wegen der polwärtigen Flächenkonvergenz der Erde größtenteils spätestens über rund 30° Breite ab.
- Luftmassen, die vom Pol äquatorwärts wegströmen, erwärmen sich und steigen ab rund 60° Breite in die Höhe (Bild c).
- Zwischen diesen beiden Systemen jeder Hemisphäre passt jeweils ein drittes, gegenläufiges, hinein. 
Sowohl auf der Nord- als auch auf der Südhalbkugel finden sich dementsprechend drei (bodennahe) Windsysteme,

1. Passate, in niederen Breiten, als Nordostpassat auf der Nordhalbkugel, als Südostpassat auf der Südhalbkugel (Hadley-Zellen, Bild d).
2. Westwinde in der Höhe über den gemäßigten oder mittleren Breiten, da polwärts strömende Luftmassen wegen der Corioliskraft westliche Winde ergeben (auch Ferrel-Zelle oder Westwinddrift).
3. Polare Ostwinde in den Polarzellen.

### Die „Innertropische Konvergenzzone“
Die Innertropische Konvergenzzone (Abk. in dt. Lit.: ITC, engl. ITCZ für Intertropical Convergence Zone) ist die den Erdball umfassende Tiefdruckrinne in der Äquatorialzone bzw. in den inneren Tropen, in der die Passatwinde zusammenströmen, konvergieren. Da die ITC von der Sonneneinstrahlung abhängt, verlagert sie sich im Jahreslauf dem Zenitstand der Sonne folgend, wegen der ungleichen Verteilung von Landmassen und Meeresflächen jedoch nicht symmetrisch zum Äquator. Im Atlantik und Pazifik bewegt sich die ITC ungefähr von 13° N im Nordsommer nach 3° N im Nordwinter. Nur im Indischen Ozean liegt die ITC im Nordwinter auf der Südhalbkugel bei etwa 10° S. Im April wandert sie über den Äquator nordwärts und geht zum Sommer hin im südasiatischen Monsuntief auf.
Wenn sich die ITC auf der Nordhalbkugel befindet, überquert der Süd-Ost-Passat den geografischen Äquator und wird dabei durch die sich ändernde Corioliskraft in einen bodennahen Südwestwind umgelenkt.
Weiter haben auch langfristig periodisch wiederkehrende Phänomene wie El Niño Einfluss auf die Lage der ITC und damit auch auf die Lage der anderen Zonen. Innerhalb der ITC werden die Passatwinde aufgehoben, da die bisher horizontale Luftbewegung in eine vertikale übergeht. Dies bedeutet einerseits Flautenhäufigkeit, das Gebiet ist eine Kalmenzone, auch Äquatorialer Kalmengürtel genannt. Das schnelle Aufsteigen feuchtwarmer Luftmassen führt ziemlich oft zu Gewittern.

### Die Hadley-Zellen – Passatzonen
Diese Zellen liegen beiderseits der ITCZ (ITC-Zone). Hadley-Zellen sind sehr stabil, die daraus resultierenden Passatwinde wehen daher ganzjährig sehr zuverlässig und wurden früher zur schnellen Überquerung des Ozeans genutzt. Die Zirkulation innerhalb der Zelle vervollständigt sich durch Rückströmung von Luftmassen in großer Höhe, den Antipassat (Gegenpassat). Da ein polwärts strömender Wind stets in Richtung der Erdrotation, also in Richtung Osten abgelenkt wird, ist der nördliche Antipassat ein Südwestwind, der südliche ein Nordwestwind. 
Die ITCZ ist von subtropischen Hochdruckgürteln umgeben, die dadurch entstehen, dass  Luftmassen zum Absinken gezwungen werden, weil sie unter der polwärts tiefer gelegenen Tropopause keinen Platz mehr finden.
Anzumerken ist hierbei, dass das Konzept der Hadley-Zelle ein Modell zur Erklärung von Wirkungszusammenhängen in der planetarischen Zirkulation ist. Faktisch können nicht alle der in der ITCZ extrem schnell aufsteigenden Luftmassen über die Passatwinde ausgeglichen werden. Lokal fallen Luftpakete deshalb sogar innerhalb der ITCZ ab.
Wäre die Rotationsgeschwindigkeit der Erde um ihre Drehachse wesentlich langsamer, so wäre die Corioliskraft geringer und die Hadley-Zellen würden sich vom Äquator bis zu den Polen erstrecken, wenn nicht außerdem über den Polen zu wenig Platz für die viele in der ITCZ aufgestiegene Luft wäre. Die tatsächliche Rotationsgeschwindigkeit der Erde bewirkt aber die Ausbildung zweier weiterer meridionaler Zirkulationszellen:

### Die Polarzelle – Polare Ostwinde
Polare Ostwinde, die den Polarkreis erreichen, sind so weit erwärmt, dass sie aufsteigen. Auch die Polarzelle besteht in einem Kreislauf mit entsprechender Gegenströmung in der Höhe. Als polare Hochdruckkappe ist sie, außer am Rand, sehr stabil.

### Die instabile Ferrel-Zelle – Westwinddrift
Zwischen den beiden gleichläufigen Systemen Hadley- und Polarzelle jeder Halbkugel passt je ein drittes gegenläufiges, nicht unähnlich dem Ineinandergreifen von Zahnrädern. Dort wird in Bodennähe Luft polwärts verlagert, woraus unter Einwirkung der Jetstreams westliche Winde entstehen. Die Zone heißt daher auch Westwindzone oder Westwinddrift der gemäßigten Breiten. Sie ist die instabilste, weil auf rund 60° bis 70° geographischer Breite die feuchtwarmen Westwinde auf kalte polare Ostwinde treffen: die Polarfront bildet sich. Die Ferrel-Zelle (nach William Ferrel) ist die Zelle größter (Sonnen-)Energieunterschiede (und damit verbunden auch Temperaturunterschiede). In ihr befinden sich ca. 38 % des gesamten Energieunterschieds zwischen Innerentropen und den Polen. Die äquatorseitige Grenze liegt bei rund 35° Breite.
In Zusammenhang mit der globalen Erwärmung verringert sich das Temperaturgefälle zwischen Westwinddrift und Polarzellen. Der Jetstream schwächt sich ab, sodass Kaltlufteinbrüche in den Mittelbreiten bzw. Warmluft in den Polregionen häufiger werden. Außerdem verändert dies die Zugbewegungen der Hoch- und Tiefdruckgebiete in der Westwinddrift, die so wesentlich länger in einer Region verbleiben und häufigere und stärkere Extremwetterereignisse verursachen.

### Die Polarfront
Das Geschehen an der Front führt zur Bildung von Tiefdruckgebieten, die dann in den Westwinddrift wandern und relativ gut voraussagbares „Schlechtwetter“ mit sich bringen. Vor allem das ständige Mäandrieren der Front, die ständig 4–6 Wellen enthält (siehe Rossby-Wellen), macht die Ferrel-Zelle so instabil. Das Entstehen von Tiefdruckgebieten wird Zyklogenese genannt.

### Die Rossbreiten
Wenn bei rund 30° Breite Luftmassen absinken, erwärmen sie sich und aufgrund der erhöhten Aufnahmefähigkeit an Wasserdampf sinkt die relative Luftfeuchtigkeit; es entsteht ein Hochdruckgebiet, das im Innern wenig Luftbewegung erzeugt. Diese Breiten werden deshalb seit den ersten Atlantiküberquerungen Rossbreiten genannt, da wegen des geringen Windes Segelschiffe in Flauten liegen blieben und die mitgeführten Pferde (Rösser) starben oder geschlachtet werden mussten, wenn auf den Schiffen das Trinkwasser und die Lebensmittelvorräte knapp wurden. Eventuell ist dies nur eine Legende, es veranschaulicht aber das Problem für die Segelschifffahrt. Da die in der Segelschifffahrt bevorzugt genutzten Passatwinde Südostwinde oder Nordostwinde sind, mussten
die Rossbreiten manchmal durchquert werden, um für die Rückfahrt die Westwinddrift nutzen zu können.
Da Landmassen die Luftströmungen stärker bremsen als Wasserflächen, sind die planetaren Winde auf der Südhalbkugel entsprechend ausgeprägter. Insbesondere die Brüllenden Vierziger, die Westwinde um den 40. Breitengrad Süd, sind als Beispiel für sehr starke Westwinde über den Ozeanen der Südhalbkugel zu nennen.